# إيفان كونوفالوف
إيفان كونوفالوف (الروسية: Иван Андреевич Коновалов) هو لاعب كرة قدم روسي في مركز حراسة المرمى، ولد في 18 أغسطس 1994 في بالاشيكا في روسيا. لعب مع أمكار بيرم وأورال يكاترينبورغ وتوربيدو جودينو ورادنيتشكي نيش وروبين قازان وسبارتاك موسكو ونادي باتشكا بالانكا.

## وصلات خارجية
- إيفان كونوفالوف على موقع قاعدة بيانات كرة القدم.إي يو (الإنجليزية)
- إيفان كونوفالوف على موقع Soccerbase.com (لاعب) (الإنجليزية)
- إيفان كونوفالوف على موقع Soccerway.com (الإنجليزية)
- إيفان كونوفالوف على موقع عالم كرة القدم.نت (الإنجليزية)